# Jaime Mundo Alberto
Jaime Mundo Alberto   (Benicarló, 27 d'abril de 1948) és un empresari i polític valencià, diputat a la VI, VII i VIII legislatures de les Corts Valencianes.
És enginyer tècnic tèxtil i militant del Partit Popular, partit amb el qual ha estat regidor del 1987 al 1991 i alcalde de Benicarló de 1991 a 2005, quan fou destituït per una moció de censura del socialista Josep Enric Escuder Arín, i diputat per la província de Castelló a les eleccions a les Corts Valencianes de 2003, 2007 i 2011. Ha estat vicepresident de la Comissió de Sanitat de les Corts Valencianes.